# Madau
Madau is een eiland in Papoea-Nieuw-Guinea (Madua op de kaart). Het is 32 km² groot en het hoogste punt is 7 m. Dit kleine eiland ligt iets ten westen van het veel grotere eiland Woodlark, in het zuidoosten van Papoea-Nieuw-Guinea. Er is gesuggereerd dat de koeskoes Phalanger lullulae, die voornamelijk op Woodlark voorkomt, ook op Madau te vinden is.